# La Gravelle
La Gravelle – miejscowość i gmina we Francji, w regionie Kraj Loary, w departamencie Mayenne.
Według danych na rok 1990 gminę zamieszkiwało 477 osób, a gęstość zaludnienia wynosiła 77 osób/km² (wśród 1504 gmin Kraju Loary La Gravelle plasuje się na 853. miejscu pod względem liczby ludności, natomiast pod względem powierzchni na miejscu 1149.).